# Österreichische Alpine Skimeisterschaften 1955
Die Alpinbewerbe der Österreichischen Skimeisterschaften 1955 fanden vom 3. bis zum 6. Februar am Hirschenkogel in Semmering statt. Zugleich wurden auch die Meister in den nordischen Disziplinen gekürt. Die Abfahrtsläufe mussten wegen Schneemangels im unteren Teil der Piste abgesagt werden.

## Herren

### Abfahrt
Die Abfahrt wurde wegen zu geringer Schneelage im unteren Teil der Piste abgesagt.

### Riesenslalom
| Platz | Name             | Zeit       |
| ----- | ---------------- | ---------- |
| 01    | Andreas Molterer | 1:42,8 min |
| 02    | Toni Sailer      | 1:43,2 min |
| 03    | Ernst Oberaigner | 1:44,7 min |
| 04    | Toni Spiss       | 1:45,2 min |
| 05    | Ernst Hinterseer | 1:46,5 min |
| 06    | Walter Schuster  | 1:46,6 min |
| 07    | Mathias Leitner  | 1:47,3 min |
| 08    | Josef Rieder     | 1:47,4 min |
| 09    | Othmar Schneider | 1:48,2 min |
| 10    | Egon Zimmermann  | 1:48,5 min |

Datum: 4. Februar 1955

Ort: Semmering

Piste: Hirschenkogel

Streckenlänge: 1200 m, Höhendifferenz: 380 m

Tore: 62

### Slalom
| Platz | Name             | Zeit       |
| ----- | ---------------- | ---------- |
| 1     | Andreas Molterer | 2:21,9 min |
| 2     | Mathias Leitner  | 2:27,5 min |
| 3     | Ernst Oberaigner | 2:28,8 min |
| 4     | Toni Sailer      | 2:29,3 min |
| 5     | Toni Mark        | 2:31,0 min |
| 6     | Walter Schuster  | 2:32,4 min |
| 7     | Toni Spiss       | 2:33,6 min |
| 8     | Gebhard Hilbrand | 2:36,9 min |
| 9     | Gustl Jamnig     | 2:37,1 min |

Datum: 6. Februar 1955

Ort: Semmering

Piste: Hirschenkogel

### Kombination
Die Kombination setzt sich aus den Ergebnissen von Slalom und Riesenslalom zusammen.
| Platz | Name             | Punkte |
| ----- | ---------------- | ------ |
| 01    | Andreas Molterer | 00,00  |
| 02    | Toni Sailer      | 04,27  |
| 03    | Ernst Oberaigner | 05,24  |
| 04    | Mathias Leitner  | 06,68  |
| 05    | Walter Schuster  | 07,91  |
| 06    | Toni Spiss       | 08,21  |
| 07    | Toni Mark        | 10,11  |
| 08    | Gebhard Hilbrand | 13,42  |
| 09    | Egon Zimmermann  | 14,29  |
| 10    | Gustl Jamnig     | 15,51  |

## Damen

### Abfahrt
Die Abfahrt wurde wegen zu geringer Schneelage im unteren Teil der Piste abgesagt.

### Riesenslalom
| Platz | Name                 | Zeit       |
| ----- | -------------------- | ---------- |
| 01    | Josefa Frandl        | 2:08,0 min |
| 02    | Dorothea Hochleitner | 2:09,6 min |
| 03    | Regina Schöpf        | 2:10,4 min |
| 04    | Trude Klecker        | 2:14,2 min |
| 05    | Lotte Blattl         | 2:15,3 min |
| 06    | Luise Jaretz         | 2:16,3 min |
| 07    | Hilde Hofherr        | 2:20,3 min |
| 08    | Heidi Möslacher      | 2:23,5 min |
| 09    | Resi Schafflinger    | 2:28,8 min |
| 10    | Ilse Schickl         | 2:30,9 min |

Datum: 3. Februar 1955

Ort: Semmering

Piste: Hirschenkogel

Tore: 61

### Slalom
| Platz | Name                 | Zeit       |
| ----- | -------------------- | ---------- |
| 01    | Dorothea Hochleitner | 2:27,4 min |
| 02    | Luise Jaretz         | 2:28,0 min |
| 03    | Heidi Möslacher      | 2:40,9 min |
| 04    | Ilse Schickl         | 2:49,1 min |
| 05    | Josefa Frandl        | 2:51,0 min |
| 06    | Resi Schafflinger    | 2:53,0 min |
| 07    | Trude Klecker        | 3:01,1 min |
| 08    | Erika Killer         | 3:10,8 min |
| 09    | Resi Tomandl         | 3:13,6 min |
| 10    | Fini Stöcklinger     | 3:13,7 min |

Datum: 5. Februar 1955

Ort: Semmering

Piste: Hirschenkogel

### Kombination
Die Kombination setzt sich aus den Ergebnissen von Slalom und Riesenslalom zusammen.
| Platz | Name                 | Punkte |
| ----- | -------------------- | ------ |
| 1     | Dorothea Hochleitner | 01,07  |
| 2     | Luise Jaretz         | 05,83  |
| 3     | Josefa Frandl        | 11,89  |
| 4     | Heidi Möslacher      | 17,13  |
| 5     | Trude Klecker        | 21,10  |
| 6     | Resi Schafflinger    | 23,43  |
| 7     | Ilse Schickl         | 26,19  |